# Moleculaire motoren
 Moleculaire motoren of nanorobots zijn biologische of kunstmatige nanomachines. De moleculaire motoren zijn machines die op een of andere manier energie omzetten in arbeid of een beweging.

Model van een moleculaire motor (zweepstaartje) van een gram-negatieve bacterie

Een ribosoom dat de verlengings- en membraangerichte stadia van eiwittranslatie uitvoert. Het ribosoom is groen en geel, de tRNA's zijn donkerblauw en de andere betrokken eiwitten zijn lichtblauw. Het geproduceerde peptide wordt vrijgegeven aan het endoplasmatisch reticulum.

Diagram van ATP-synthase. De kop van ATP-synthase (stator) wordt stilgehouden terwijl de protonstroom over het membraan de rotor aandrijft. De rotor bevat de katalytische centra die ATP produceren uit ADP en fosfaat.

De biologisch moleculaire motoren komen in de natuur vrij algemeen voor. Ze zorgen er als voorbeeld voor dat ingeademd stof of ander klein vuil uit onze luchtwegen wordt verwijderd. Ze zorgen voor de aandrijving van een zaadcel zodat deze bij de dierlijke eicel kan komen om deze te bevruchten. Bijna alle planten en dieren gebruiken op een of andere manier biologisch moleculaire motoren. Het bijzondere aan deze biologisch moleculaire motoren is dat ze vrijwel identieke bouwstenen hebben. Met de opkomst van de nanotechnologie zijn de biologisch moleculaire motoren een grote inspiratiebron. Door het bestuderen van de werking van de biologisch moleculaire motoren hoopt men deze kennis te kunnen toepassen bij het maken van kunstmatige moleculaire machines (nanomotoren, nanorobots). Met name de efficiëntie van deze biologisch moleculaire motoren is aanzienlijk beter (bijna 100%) dan de door de mens gemaakte kunstmatige moleculaire motoren.
De meest complexe macromoleculaire motoren worden in cellen aangetroffen, vaak in de vorm van meerdere eiwitcomplexen. Belangrijke voorbeelden van biologische moleculaire motoren zijn onder meer motoreiwitten zoals myosine, dat verantwoordelijk is voor spiercontractie, kinesine, dat materiaal in de cellen weg van de kern langs microtubuli verplaatst en dyneïne, dat materiaal in de cellen naar de kern verplaatst en de axonemale kloppingen van de beweeglijke trilharen en zweepstaartjes. De trilhaar is een biologisch moleculaire motor die bestaat uit wel meer dan 600 eiwitten in moleculaire complexen, waarvan er vele ook onafhankelijk functioneren als biologisch moleculaire motoren. Flexibele linkers maken het mogelijk dat de mobiele eiwitdomeinen die ermee verbonden zijn naar hun bindingpartners gaan en induceren lange afstand allosterie via eiwitdomein-bewegingen. Andere biologische machines zijn verantwoordelijk voor de energieproductie, bijvoorbeeld ATP-synthase dat energie uit protongradiënten over membranen benut om een turbine-achtige beweging aan te drijven die wordt gebruikt om ATP te synthetiseren, de chemische energiedrager van de cel. Nog weer andere machines zijn verantwoordelijk voor genexpressie, waaronder DNA-polymerasen voor het repliceren van DNA, RNA-polymerasen voor het produceren van mRNA, het spliceosoom voor het verwijderen van introns en het ribosoom voor het synthetiseren van eiwitten. Deze machines en hun beweging op nanoschaal zijn veel complexer dan welke moleculaire machine dan ook die tot nu toe kunstmatig is geconstrueerd.

## Voorbeelden
- Cytoskeletmotoren
  - Myosine samentrekking van spieren.
  - Kinesine ladingtransport in cellen.
  - Dyneïne ladingtransport over een celmolecuul.
- Polymerisatiemotoren
  - Actine voortbewegen cel en samentrekken spieren.
  - Microtubulus bouwsteen (buisvormige eiwitstructuur)  van een moleculaire motor.
  - Dynamin scheiding membranen.
- Rotatiemotoren:
  - ATP-synthase produceert adenosinetrifosfaat wat de drager van chemische energie is en wordt vaak vergeleken met een moleculaire turbine.
  - Zweepstaartje aandrijfmechanisme zaadcel.
- Nucleïnezuur motoren:
  - RNA kopieert genetische informatie van DNA.
  - DNA-polymerase kopieert het DNA.
  - Helicase rits het dubbelstrengs-DNA uit elkaar.
  - Topo-isomerase controleert de deling van het DNA.
  - Chromatin Structure Remodeling (RSC) Complex herbouwd de structuur van het chromatine.
  - chromosome condensation SMC proteïne
  - Viralpacking Virale Infecteert viraal het DNA.
- Synthetische moleculaire motoren door de mens gemaakte motoren.